# Black and White (magazine)
Pour les articles homonymes, voir Black and White.
Black and White était un magazine trimestriel français entièrement consacré à Michael Jackson, édité par Captain Eo Productions.
Trente-trois numéros et trois hors-série ont été publiés entre janvier 1992 et décembre 2001. Un ultime numéro est sorti le 7 novembre 2009 en hommage à l'artiste disparu cette année-là. Le nom du magazine est une référence au titre Black or White, tiré de l'album Dangerous (1991) du chanteur.

## Équipe
- Directeur de la publication : Julien Derain[1]
- Rédacteur en chef : Laurent Hopman[2]
- Directeur artistique : Christophe Boulmé

## Rubriques fréquentes
En plus d'articles ponctuels et de reportages, le magazine présentait les rubriques suivantes fréquemment :
- News à Chaud : L'actualité récente.
- La Chronique du Collectionneur : Présentation des nouvelles sorties d'objets collectors.
- Top-Parade : Classement du dernier single de Michael Jackson dans différents pays.
- Le Débat des Fans : un débat entre plusieurs fans.
- Ça n’arrive pas qu’aux autres ! : Un ou plusieurs fans racontent leur rencontre avec l'artiste.
- Un scénario pour Michael : Fanfiction sur le scénario d'un clip d'une chanson non sortie en clip.
- Le Saviez-Vous ? : Anecdotes peu connues ou étonnantes.
- Ils l’ont dit : Citations de personnalités à propos de Michael Jackson.
- Noir sur Blanc : Présentations d'écrits ou de dessins de Michael Jackson.
- L'œil du Lynx : Détails repérés dans les clips vidéos ou performances.
- Revue d’albums : Critique de vieux albums (époque Jacksons ou Motown) ou d'albums de membres de la famille Jackson.
- Remember The Songs : Paroles et traduction d'une ou deux chansons.
- La maxi-boutique : Boutique.
- Monsieur Je Sais Tout : Réponses aux questions des fans.
- Bonjour les Fans ! / Le Saloon : Correspondance entre fans.
- Call Hector : Présentation de quelques collectors rares.
- Jaquette : Jaquette VHS pour certains programmes TV.

## L'influence deBlack & White
Considéré comme le plus grand magazine consacré à Michael Jackson en France (de par sa renommée, sa qualité et sa disponibilité), Black & White a également amené l'équipe de Captain Eo Productions à se faire remarquer par l'artiste lui-même. S'ensuivirent plusieurs collaborations débouchant sur la sortie d'objets officiels : une collection de cartes à collectionner Panini (1996), un coffret « Deluxe collector box set - limited edition » de Ghosts en 1997 (comprenant notamment la chanson inédite On The Line), la création par Christophe Boulmé de l'affiche de Ghosts, de la pochette des singles Stranger in Moscow et HIStory/Ghosts, de l'affiche de son concert au Madison Square Garden en 2001, la participation aux livrets du double-album HIStory en 1995 et à la réédition de son premier CD Greatest Hits: HIStory Volume I en 2001.

## Déclinaisons

### Hors-séries
En plus des trente-trois numéros normaux, ont été édités trois hors-séries :
- Hors-Série no 1 - The Collector Book : Contient une biographie illustrée et une discographie succincte.
- Hors-Série no 2 - The Collector Book : Contient la suite de la biographie et une liste quasi-exhaustive des chansons auxquelles Michael Jackson a participé.
- Hors-Série no 3 - Spécial HIStory World Tour : Contient une chronique illustrée d'un concert du HIStory World Tour.

### Éditions étrangères
Fort de son succès français, l'équipe du magazine a sorti plusieurs numéros en anglais (HIStory Magazine), allemand et italien. Ces éditions reprennent à peu près le contenu de l'édition française.

## Anecdotes
- À chaque numéro, dans les mentions légales, est incluse une phrase (ex : « C'est plus qu'une star, c'est une étoile », no 17).
- À la suite du décès de Michael Jackson et en hommage à l'artiste, après avoir arrêté 8 ans plus tôt l'édition du magazine, l'équipe de Captain Eo Productions décide de sortir en kiosques le 7 novembre 2009 un numéro ultime de 80 pages avec plus d'une centaine de photos inédites et plusieurs interviews exclusives de personnes qui ont travaillé avec l'artiste.